# Hazret Omar-moskee
De Hazret Omar-moskee is een moskee in Asjchabad, de hoofdstad van Turkmenistan. De moskee biedt plaats aan maximaal 3.000 gelovigen tegelijk en bevindt zich in het microdistrict Parahat-7.

## Geschiedenis
De moskee werd gebouwd in overeenstemming met het decreet van president Gurbanguly Berdimuhamedov in opdracht van de religieuze organisatie Hoja Ahmet Ýasawy door het bouwbedrijf Aga Gurluşyk. De openingsceremonie van de moskee vond plaats op 26 september 2018.

## Architectuur
De totale oppervlakte van de moskee bedraagt 13.000 m². De hoogte van de centrale koepel vanaf de basis van de moskee is 40 meter, kleine koepels 23 meter. Vier minaretten in de hoeken van het gebouw steken 63 meter boven de fundering uit. Marmer, graniet en waardevolle houtsoorten werden gebruikt bij de decoratie van het interieur. Epigrafie in reliëf met verzen van de koran neemt een aparte plaats in bij de decoratie van de moskee. Ze sieren ook de witmarmeren gevels. De gebedsruimte is ontworpen voor de gelijktijdige deelname aan het gebed van 3.000 mensen. Het bovenste niveau is voor vrouwen. Op het grondgebied van de moskee staat een speciaal gebouw voor het houden van sadaqah, rituele ceremonies en parkeren.